# Доді Сміт
До́роті Гле́діс «Доді» Сміт (англ. Dodie Smith) (3 травня 1896, Вайтфілд, графство Ланкашир, Англія — 24 листопада 1990, Атлсфорд, Ессекс, там же) — британска дитяча письменниця (драматургиня, дитяча письменниця, автобіографістка). Найбільш відома за неодноразово екранізованим романом «101 далматинець» (1956).

## Біографія
Народилася 3 травня 1896 року у Вайтфілді, графство Ланкашир єдиною дитиною в сім'ї. Її батько, банківський службовець, помер 1898 року, коли їй було 2 роки. У 1910 році її мати одружилася і переїхала з новим чоловіком і 14-річною Дороті в Лондон.
Свою першу п'єсу Дороті написала у 10 років, також на той час знімалася у невеликих ролях. У 1914 році вона вступила до Академії драматичного мистецтва. Першу роль виконала в п'єсі Артура Пінеро «Театрали». Після закінчення театральної кар'єри мала проблеми із пошуком постійної роботи. Хоча вже на той час написала і продала сценарій до фільму під псевдонімом Чарльз Генрі Персі та написала одноактну п'єсу «Британський талант». У 1924 році за п'єсу отримала премію «Клубу трьох мистецтв». Згодом працювала у меблевому магазині в Лондоні.
Свою першу п'єсу «Осінній крокус» видала 1931 року під псевдонімом С. Л. Ентоні. П'єса мала чималий успіх, як і наступні твори.
У 1939 році одружилася. Під час Другої світової війни жила з родиною в США, але сумувала за Англією. Чоловік помер 1987 року.
Дороті Сміт померла 1990 року в Атлсфорді, графство Ессекс.

## Українські переклади
- 101 далматинець / пер. з англ. Наталі Ясіновської; іл. Тетяни Цюпки. — Львів : Видавництво Старого Лева, 2017. — 240 с. — ISBN 978-617-679-433-2[3].

## Екранізації
- 1933 — «Looking forward»
- 1934 — «Осінній крокус»
- 1937 — «Call It a Day»
- 1943 — «Дорогий восьминогу»
- 1956 — «Перший день весни»
- 1961 — «101 далматинець»
- 1996 — «101 далматинець»
- 1997—1991 — «101 далматинець»
- 1961 — «102 далматинця»
- 2003 — «Я захоплюю замок»